# Ponědrážka
Ponědrážka település Csehországban, a Jindřichův Hradec-i járásban. Ponědrážka Val, Vlkov, Ponědraž, Bošilec, Dynín és Veselí nad Lužnicí településekkel határos. Lakosainak száma 82 fő (2024. január 1.).

## Népesség
A település lakosságának változását az alábbi diagram mutatja:
| Lakosok száma | 304  | 250  | 259  | 217  | 161  | 92   | 78   | 78   | 80   | 82   |
|               | 1869 | 1890 | 1921 | 1950 | 1980 | 2001 | 2017 | 2019 | 2022 | 2024 |